# 叉枝西风芹
叉枝西风芹（学名：Seseli valentinae）是伞形科西风芹属的植物。分布于中亚以及中国大陆的新疆等地，生长于海拔2,000米的地区，一般生于向阳山坡，目前尚未由人工引种栽培。